# Juliette des esprits
Pour plus de détails, voir Fiche technique et Distribution.
Juliette des esprits (titre original : Giulietta degli spiriti) est un film franco-italien coécrit et réalisé par Federico Fellini, sorti en 1965. Il s'agit de son premier film en couleur.

## Synopsis
Giulietta, la quarantaine passée, mène une vie de femme au foyer conformiste au sein de la bourgeoisie italienne. Elle est toujours amoureuse de son mari mais celui-ci la délaisse, multipliant les excuses pour s'échapper. Les indices de son infidélité se multiplient. Sur les conseils de sa sœur, Giulietta engage un détective privé. Elle fait parallèlement la connaissance de Suzy, une voisine décomplexée, qui l'entraîne dans un monde onirique et fantasmagorique, au point que la frontière entre réalité et imaginaire en vient à disparaître.

## Fiche technique
- Titre original : Giulietta degli spiriti
- Titre français : Juliette des esprits
- Réalisation : Federico Fellini
- Scénario : Federico Fellini, Tullio Pinelli, Ennio Flaiano et Brunello Rondi
- Musique : Nino Rota

Chanson : Il Vascello Misterioso ou Il Vascello di Suzy, écrite par Eugene Walter et Nino Rota
- Décors et costumes : Piero Gherardi
- Photographie : Gianni Di Venanzo, assisté par Pasqualino De Santis (cadreur)
- Son : Mario Faraoni et Mario Morigi
- Montage : Ruggero Mastroianni
- Production : Angelo Rizzoli
- Sociétés de production : Cinematografica Federiz, Rizzoli Film et Francoriz Production
- Société de distribution : Inter France Distribution
- Pays de production :  Italie,  France
- Langue originale : italien
- Format : couleur (Technicolor) — 35 mm — 1,85:1 — son monophonique
- Genre : comédie dramatique
- Durée : 137 minutes
- Dates de sortie :
  - France : 22 octobre 1965
  - Italie : 23 octobre 1965

## Distribution
- Giulietta Masina : Giulietta
- Mario Pisu : Giorgio, le mari
- Sandra Milo : Suzy, Iris et Fanny
- Valentina Cortese : Valentina
- José Luis de Vilallonga : l'ami de Giorgio
- Sylva Koscina : la sœur de Giulietta
- Sabrina Di Sepio: la petite - fille de Giulietta
- Valeska Gert : Bhishma, la voyante
- Lou Gilbert : le vieillard
- Caterina Boratto : la mère de Giulietta
- Luisa Della Noce : Adèle
- Silvana Jachino : Dolorès
- Friedrich von Ledebur : le médium
- Milena Vukotic : Elisabetta
- Fred Williams : le prince arabe
- Anne Francine : la psychanalyste
- Elena Fondra : Elena
- Alberto Plebani : "Œil de lynx", le détective du rêve
- Mario Conocchia : l'avocat de famille
- Felice Fulchignoni : le docteur Raffaele
- Dina De Santis : une amie de Susy
- Hildegarde Golez : une amie de Susy
- Dany Paris : un ami de Susy
- Cesare Miceli Picardi : un ami de Giorgio
- Walter Harrison : un assistant de Bhishma
- Sujata Rubener : une assistante de Bhishma
- Asoka Rubener : une assistante de Bhishma
- Elisabetta Gray : Teresina
- Yvonne Casadei : Lola
- Alba Cancellieri : Giulietta enfant
- Bob Edwards : un modèle de la sculptrice Dolorès
- Giorgio Ardisson : un modèle de la sculptrice Dolorès
- Nadir Moretti : un modèle de la sculptrice Dolorès
- Alba Rosa : un modèle de la sculptrice Dolorès
- Gianni Bertoncini : le barbu au sabre
- Federico Valli : un détective de l'agence "Œil de lynx"
- Grillo Rufino : un détective de l'agence "Œil de lynx"
- Remo Risaliti : un détective de l'agence "Œil de lynx"
- Alberto Cevenini (it) : un serviteur de la prêtresse
- Seyna Seyn : une servante de la prêtresse
- Carlo Pisacane : le frère
- Jacqueline Gerard : une invitée de Susy
- Anita Sanders : une invitée de Susy
- Jacques Herlin : un invité de Susy
- Robert Walders : le faux cadavre barbu
- Wanani : la chanteuse métisse
- Mino Doro : un joueur
- Guido Alberti : un joueur
- Raffaele Guida : le protecteur et amant de Susy
- Maria Tedeschi : une amie de la psychanalyste
- Alicia Brandet : la danseuse de télévision
- Mary Arden : l'actrice de télévision
- Rosella Gigli : une sœur de Giulietta enfant
- Irina Alexeieva : Olga, la grand-mère de Susy
- Gilberto Galvan : le chauffeur de Susy
- Edoardo Torricella : le professeur de russe
- Massimo Sarchielli : l'amant de Valentina
- Marianna Leibl : une femme à la séance de Bhishma
- Maria Cumani Quasimodo : une femme à la séance de Bhishma
- Alessandra Mannoukine : la mère de Susy
- Bill Edwards : le visiteur de Bhishma
- Sigrid von Richthofen (non créditée)

## Récompenses et distinctions
- New York Film Critics Circle 1965 : meilleur film en langue étrangère
- Ruban d'argent 1966 :
  - Gianni Di Venanzo, meilleure photographie en couleurs
  - Piero Gherardi, meilleurs décors
  - Sandra Milo, meilleure actrice dans un rôle secondaire
- Golden Globes 1966 du meilleur film étranger
- National Board of Review 1966 : meilleur film en langue étrangère
- Kansas City Film Critics Circle 1967 : Federico Fellini, meilleur réalisateur
- Prix Sant Jordi du cinéma 1967 (Premios Sant Jordi de Cine) : meilleur film étranger

## Accueil
« Huit et demi était un autoportrait intime et un message de créateur. Le film fit couler beaucoup d’encre. Giulietta degli spiriti en fera verser encore plus, car Fellini a été encore plus loin dans ses recherches formelles. C’est un portrait, très libre sans doute, mais peut-être d’autant plus vrai, de sa femme, la Masina (…). Un film de femme, œuvre de mystère et de rêves, œuvre de poète. »

— Paul Gilles, Arts, 23 décembre 1964

« Quand un artiste se sert de la couleur au cinéma, quelle réussite ! Bravo ! "Juliette des esprits" est l’œuvre d’un peintre surréaliste (…). C’est une mosaïque  où l’auteur livre son âme par le truchement de personnages artificiels évoluant dans des décors irréels. »

— Claude Garson, L’Aurore, 22 octobre 1965

« Une allégorie carnavalesque sur les affres de la ménopause (…). Si je déchante avec "Juliette des Esprits", ce n’est pas seulement que l’héroïne comme l’actrice me lassent (deux heures et demie face à face avec Masina, c’est vraiment beaucoup trop pour qui n’est pas son ami d’enfance), mais parce qu’il n’y a strictement aucun rapport entre l’héroïne et les fantasmes délirants, mais parfaitement gratuits, dont Fellini lui fait don avec tant de générosité. »

— Henry Chapier, Combat, 22 octobre 1965

« Est-il nécessaire d’expliquer ? Faut-il vraiment comprendre ? Y a-t-il seulement un trousseau de clés qui soit capable de nous ouvrir toutes les portes mystérieuses de "Juliette des Esprits" ? Est-ce un film d’une absolue sincérité ou une plaisanterie bouffonne ? Il comporte certainement une part de chaque. En tous cas, c’est du cirque, et quand je dis ça, c’est parce que j’aime le cirque ! (…) Fellini ne nous demande pas de comprendre immédiatement.  Il se contente de nous fasciner, nous subjuguer, nous bercer d’illusion. En magicien merveilleux, il y parvient et nous ne pouvons échapper à son charme. »

— Samuel Lachize, L’Humanité, 23 octobre 1965

## Autour du film
- Après l'avoir dirigée cinq fois au cours des années 1950 dans Les Feux du music-hall (Luci del varietà), Courrier du cœur ou Le Cheik blanc (Lo sceicco bianco), La Strada, Il Bidone et Les Nuits de Cabiria (Le Notti di Cabiria), c'est la seule fois au cours des années 1960 que Fellini place devant la caméra son épouse Giulietta Masina. Il faudra attendre vingt ans avant la prochaine et ultime occurrence, dans Ginger et Fred (Ginger e Fred) (1986).
- Federico Fellini a prétendu avoir pris du LSD pour préparer son film[1] : « Le réalisme est un mauvais mot. Dans un sens, tout est réaliste. Je vois mal la frontière de l'imaginaire et du réel. Je vois beaucoup de réalité dans l'imaginaire. Je ne me sens pas chargé de mettre de l'ordre dans tout ça, sur un plan rationnel. Je suis indéfiniment capable d'émerveillement, et je ne vois pas pourquoi je devrais placer une grille pseudo-rationnelle devant cet émerveillement », explique-t-il dans une interview donnée aux Cahiers du cinéma, no 164, en mars 1965.